# Тбилисский театр музыки и драмы имени Васо Абашидзе
Тбилисский театр музыки и драмы имени Васо Абашидзе (до 2005 — Грузинский театр музыкальной комедии имени В. Абашидзе)

## Основание
Театр, под названием Грузинский театр музыкальной комедии имени В. Абашидзе, был основан в Тбилиси в 1934 году Михаилом Чиаурели и Давидом Дзнеладзе на базе грузинского передвижного музыкально-драматического театра «Кооптеатр» существовавшего с 1926 года.

## История
Именно на сцене театра музыкальной комедии была поставлена в 1938 году первая грузинская оперетта «Хаджарат» Куртиди. Также на сцене театра шли спектакли: «Три невесты» Кереселидзе, «Любимая племянница» Милоравы (1956), «Стрекоза» Габичвадзе (1955), «Поздно, да счастливо» Айвазяна, «Песня о Тбилиси» Милоравы, «Комбле» Лагидзе (1958), «Сильва», «Марица», «Баядерка» Кальмана (1942, 1946, 1948), «Трембита» Милютина (1952), «Аршин мал алан» У. Гаджибекова (1943), «Песня весны» Плиева (1960), «Две девушки», «Вратарь» (1961, 1962) Джоджуа.
В состав труппы театра входили заслуженные артисты Грузинской ССР М. Бериашвили, К. Кобахидзе, В. Саларидзе, Е. Чохели, Е. Гурашзили, В. Январашвили, Т. Мерквиладзе, А. Туриашвили, а также артисты М. Хоперия, В. Чечелашвили, Н. Мосешвили, О. Бахтадзе, Т. Хелашвили.

## Современность
В 2005 году театр стал называться «Тбилисский театр музыки и драмы имени Васо Абашидзе». Художественным руководителем театра является Доиашвили Давид Теймуразович. Вместе с композитором Никой Мемарнишвили он осуществил постановки: «Марлен Дитрих», Эристави. «Раздел», Камю. «Город в осадном положении», Э. Радзинский «Макулатура», Дж. Пуччини. «Свадьда по векселю», «Мэри Поппинс». Театр пополнил труппу молодыми актёрами: Нанка Калатозишвили, Давид Бешитаишвили, Буба Гогоришвили.